# Hondón de los Frailes (kommunhuvudort)
Hondón de los Frailes (valencianska: El Fondó dels Frares) är en kommunhuvudort i Spanien.   Den ligger i provinsen Provincia de Alicante och regionen Valencia, i den sydöstra delen av landet, 300 km sydost om huvudstaden Madrid. Hondón de los Frailes ligger 423 meter över havet och antalet invånare är 1 058.
Terrängen runt Hondón de los Frailes är huvudsakligen kuperad, men åt nordost är den platt.Runt Hondón de los Frailes är det ganska tätbefolkat, med 199 invånare per kvadratkilometer. Närmaste större samhälle är Elche, 19,9 km öster om Hondón de los Frailes. Omgivningarna runt Hondón de los Frailes är i huvudsak ett öppet busklandskap.